# Madison (Indiana)
Madison é uma cidade localizada no estado americano de Indiana, no Condado de Jefferson.

## Demografia
Segundo o censo americano de 2000, a sua população era de 12.004 habitantes.
Em 2006, foi estimada uma população de 12.575, um aumento de 571 (4.8%).

## Geografia
De acordo com o United States Census Bureau tem uma área de
23,0 km², dos quais 22,2 km² cobertos por terra e 0,8 km² cobertos por água.

## Localidades na vizinhança
O diagrama seguinte representa as localidades num raio de 20 km ao redor de Madison.